# Solar Orbiter
Der Solar Orbiter (SolO) ist eine Raumsonde der Europäischen Weltraumorganisation (ESA), die in Zusammenarbeit mit der NASA realisiert und am 10. Februar 2020 gestartet wurde. Es handelt sich um die erste Mittelklasse-Mission (M-Class) des Wissenschaftsprogramms Cosmic Vision 2015–2025 der ESA.

## Hintergrund
Die Mission soll Fragen zu vier Hauptzielen beantworten:
- Sonnenwind: Wie wird der Sonnenwind erzeugt und wie werden die Partikel des Sonnenwinds beschleunigt?
- Sonnenpole: Was geschieht, wenn sich die Polarität des Sonnenmagnetfelds umkehrt?
- Magnetfeld: Wie wird das solare Magnetfeld erzeugt, wie verlaufen die Feldlinien durch die Sonnenatmosphäre und in den Weltraum?
- Weltraumwetter: Welche Auswirkungen haben Flares und koronale Massenauswürfe auf das Sonnensystem und wie generieren diese Ausbrüche die energiereichen Partikel, die zu extremem Weltraumwetter auf der Erde führen?

Der Solar-Orbiter wurde dahingehend geplant, Strukturen in der Sonnenkorona ab einer Größe von 35 Kilometern aufzunehmen.

## Bodensegment
Die Mission nutzt die vorhandenen für Rosetta und BepiColombo gebauten Einrichtungen gemeinsam mit anderen Missionen. Die komplette Missionskontrolle (MOC) liegt bei der ESA und geschieht in allen Phasen vom Start an bereits von der LEOP an über das Europäische Raumflugkontrollzentrum in Darmstadt, die Kommunikation geschieht über das ESA-eigene ESTRACK-Antennennetz. Der Beitrag der NASA lag in der Bereitstellung der Rakete, des Raketenstarts und des Heliospheric Imagers. Die wissenschaftliche Missionskontrolle (SOC) und die Auswertung der Wissenschaftsdaten geschieht im ESAC in Villafranca. Während der Kommissionierungsphase lag die Kontrolle über alle Instrumente noch im MOC, das SOC war aber bereits aktiv. Nach der Kommissionierungsphase ging die Kontrolle über die Instrumente und die Wissenschaftsdaten an das SOC über. SOC erstellt die Beobachtungspläne und prognostiziert die Datenmenge und MOC richtet dann die Sonde entsprechend den Plänen für die Beobachtungs- und Kommunikationsphasen aus.
Für die gesamte Kommunikation ist nominal die Station in Malargüe vorgesehen. Die Stationen in New Norcia, Australia und Cebreros unterstützen in missionskritischen Phasen und ermöglichen Delta-DOR-Messungen, sie können bei Bedarf auch als Backup dienen. Vorgesehen sind variable, bis zu acht Stunden lange Kommunikationszeiten. Während der langen Flugphasen mit wenig Datenanfall sollen diese dreimal pro Woche stattfinden, in datenintensiven Zeiten täglich. Das DSN der NASA kann als Backup dienen.
Die Primärmission ist für zunächst sieben Jahre finanziert und kann bei erfolgreichem Verlauf zumindest um zwei bis drei Jahre verlängert werden.

## Bau der Sonde
Die ESA beauftragte Astrium UK als Hauptauftragnehmer, die Sonde für 300 Millionen Euro zu bauen. Die ESA rechnete mit eigenen Kosten für die Solar-Orbiter-Mission von 500 Millionen Euro, dazu kommen weitere 400 Millionen US-Dollar von der NASA für die Rakete, das SoloHI Instrument und ein Sensor auf der Sonde, die von der NASA gestellt wurden.

## Aufbau und Funktionsweise

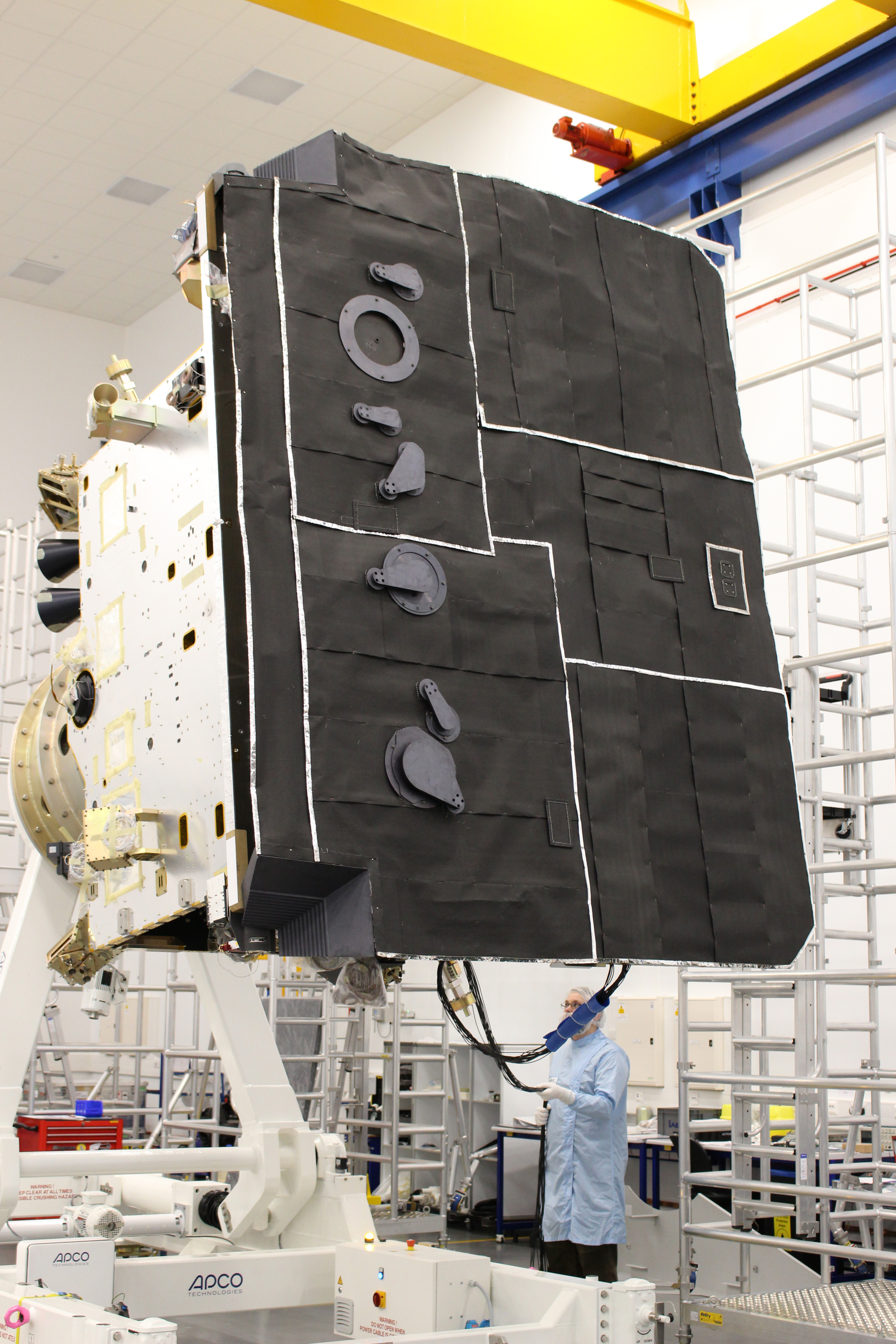
Der Sonne zugewandtes Hitzeschild des SolO mit geschlossenen Instrumentöffnungen

Aufgrund der Sonnennähe muss die als Hitzeschild ausgeführte Seite der Sonde immer zur Sonne ausgerichtet sein. Für den Hitzeschild, der auch aus Tierkohle gefertigte Komponenten enthält, werden beim minimalen Sonnenabstand Temperaturen von ca. 500 °C erwartet. Im Hitzeschild befinden sich Öffnungen für die Instrumente, deren Schutzklappen nur bei Bedarf für das Sammeln von Bildern und Messdaten geöffnet werden. Die zwei Solargeneratoren mit jeweils drei Solarpaneelen werden in Sonnennähe aus der Sonne gedreht. Dadurch wird die bestrahlte Fläche reduziert, um die Temperatur der Solarzellen und der Paneele in akzeptablen Bereichen zu halten. Eine Li-Ionen-Batterie liefert zusätzliche Energie an verschiedenen Punkten der Mission, wie z. B. bei Verdunklungen während planetarischer Vorbeiflüge. Die Raumsonde benötigt für ihren Betrieb maximal ca. 1100 W elektrische Leistung. Die Startmasse soll ca. 1800 kg betragen. Eine für die exakte Ausrichtung des Hitzeschildes notwendige 3-Achsen-Lageregelung wird beim SolO durch die Kombination aus Sternsensoren, Sonnensensoren und 2 IMUs als Lagesensoren, sowie 4 Reaktionsrädern und 18 10 N-Steuerdüsen als Aktoren erreicht (AOCS, Attitude and Orbit Control Subsystem). Die Sonde verfügt über einen chemischen Antrieb, die ursprünglich geplanten Ionenantriebe, die für BepiColombo entwickelt wurden, wurden gestrichen.
Das Design der Sonde benutzt einen MIL-STD 1553B Datenbus und ein SpaceWire Network. Der Solid-State-Datenspeicher kann bis zu 549 Gbit aufnehmen. Wenn eine redundante Speicherbank aktiviert wird, können bis zu 823 Gbit Speicher genutzt werden.
Die Kommunikation erfolgt im X-Band. Für die LEOP gibt es unbewegliche Niedriggewinnantennen, die danach zur Notfallkommunikation dienen. Die Sonde hat weiterhin eine bewegliche Mittel- und Hochgewinnantenne in einem ähnlichen Design wie BepiColombo. Die Datenrate ist 150 kbps in einer Entfernung von 1 AE von der Erde.

## Instrumente
Die Sonde führt zehn Instrumente und Experimente mit sich, sechs für die Fernerkundung und vier um die Felder und Partikel in der Umgebung der Sonde zu untersuchen.

### Fernerkundungsinstrumente
Die Fernerkundungsinstrumente untersuchen die Oberfläche und die Atmosphäre der Sonne aus der Entfernung mit bildgebenden Verfahren in verschiedenen Wellenbereichen des elektromagnetischen Spektrums:

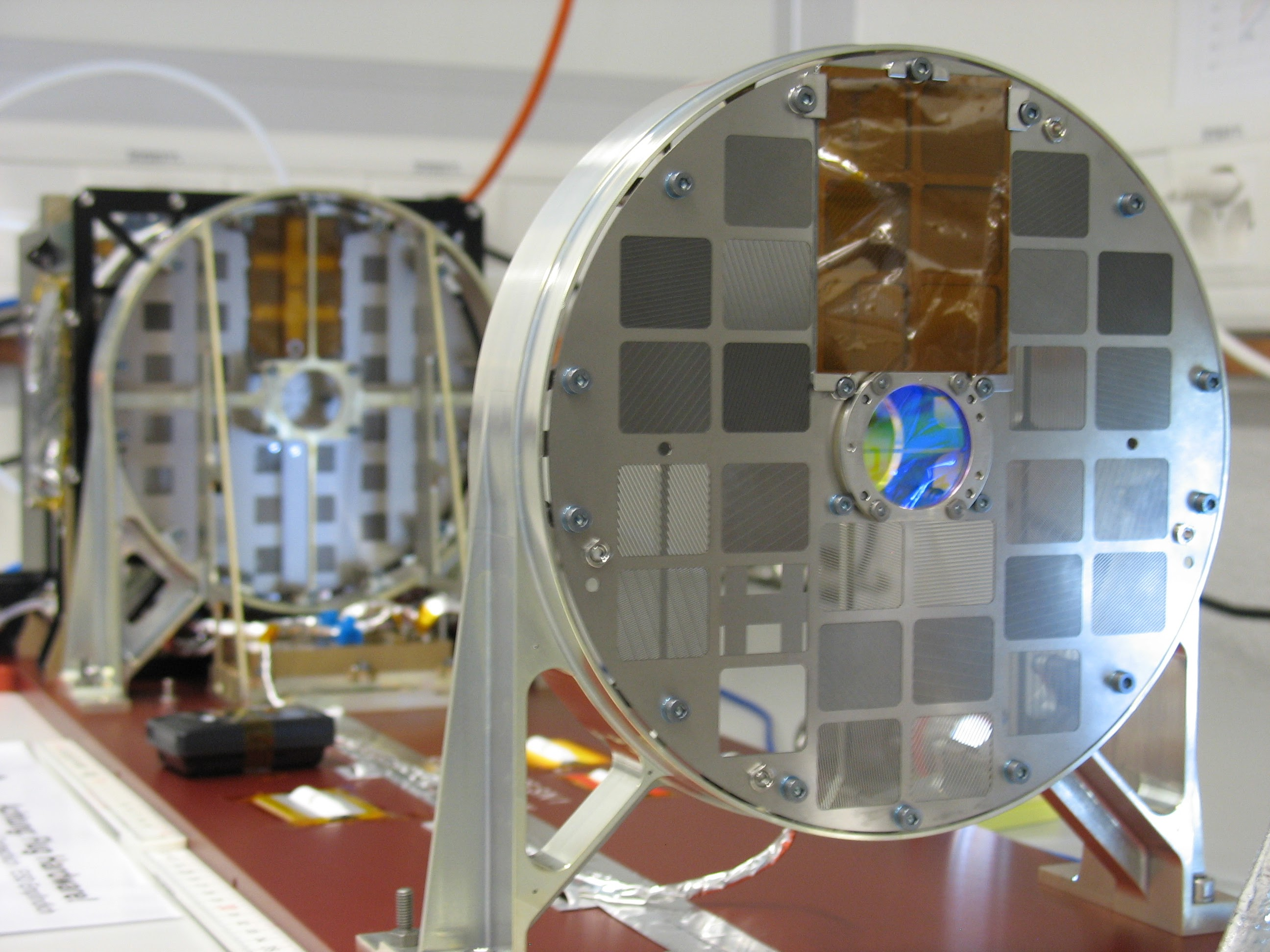
Flugmodell von Imager & Detektor-Elektronik-Modul des „Spectrometer/Telescope for Imaging X-rays (STIX)“

- Spectrometer/Telescope for Imaging X-rays (STIX)
STIX ist ein Spektrometer/Teleskop, konzipiert für die Beobachtung von Röntgenstrahlung. Der beobachtete Energiebereich sollte etwa 4 bis 150 keV mit einer Winkelauflösung von 7 Bogensekunden umfassen. Das Fernerkundungsinstrument STIX soll Intensität, Spektrum, Zeit und Ursprung von Röntgenquellen beobachten, um damit z. B. Rückschlüsse auf Elektronen zu ziehen, die in der Sonnenatmosphäre auf hohe Energien beschleunigt werden. STIX arbeitet mittels einer Bildtechnik, die einzelne Fourierkomponenten misst und speichert. Diese Daten sollen später zur Erde gesendet und wieder zu einem Bild zusammengesetzt werden.
STIX besteht aus drei Teilen: Den Röntgenfenstern (im Bild rechts nicht dargestellt), dem Imager mit zweimal 32 Kollimatoren, die in Wolfram eingearbeitet sind, und den jeweils dazugehörigen 32 CdTe-Röntgendetektoren, die sich in dem quaderförmigen Detektor-Elektronik-Modul hinter dem Imager befinden. Die Transmission durch das Wolfram-Gitterpaar, das die Kollimatoren beinhaltet, korreliert sehr stark mit der Einfallsrichtung der Röntgenstrahlung. Die gemessenen relativen Zählraten der Detektoren hinter den Gittern erlauben daher, Rückschlüsse auf die Position und die Energien der Röntgenquelle zu machen.

| Energiebereich:       | 4 – 150 keV                                        |
| Energieauflösung:     | 1 – 15 keV (in Abhängig- keit der Photonenenergie) |
| max. Winkelauflösung: | 7 Bogensekunden                                    |
| Sichtfeld:            | 2°                                                 |
| Zeitauflösung:        | ≥ 0,1 s                                            |

- Polarimetric and Helioseismic Imager (PHI)
PHI wurde für  Aufnahmen der Sonnenoberfläche (Photosphäre) im sichtbaren Licht entwickelt, zudem zur Bestimmung von Stärke und Richtung der Magnetfelder sowie die Strömungsgeschwindigkeit des Plasmas an der Sonnenoberfläche. Aus diesen Informationen erwartet man unter anderem Rückschlüsse auf die Plasmabewegungen im Innern der Sonne. Das Instrument besteht aus zwei Teleskopen: Das Full Disc Telescope wird bei planmäßigem Missionsverlauf die gesamte Sonnenscheibe im Blick haben, während das High Resolution Telescope auf einen kleinen Ausschnitt fokussiert. Bei größter Sonnenannäherung kann das High Resolution Telescope Strukturen mit einer Größe von 150 Kilometern darstellen.[11]

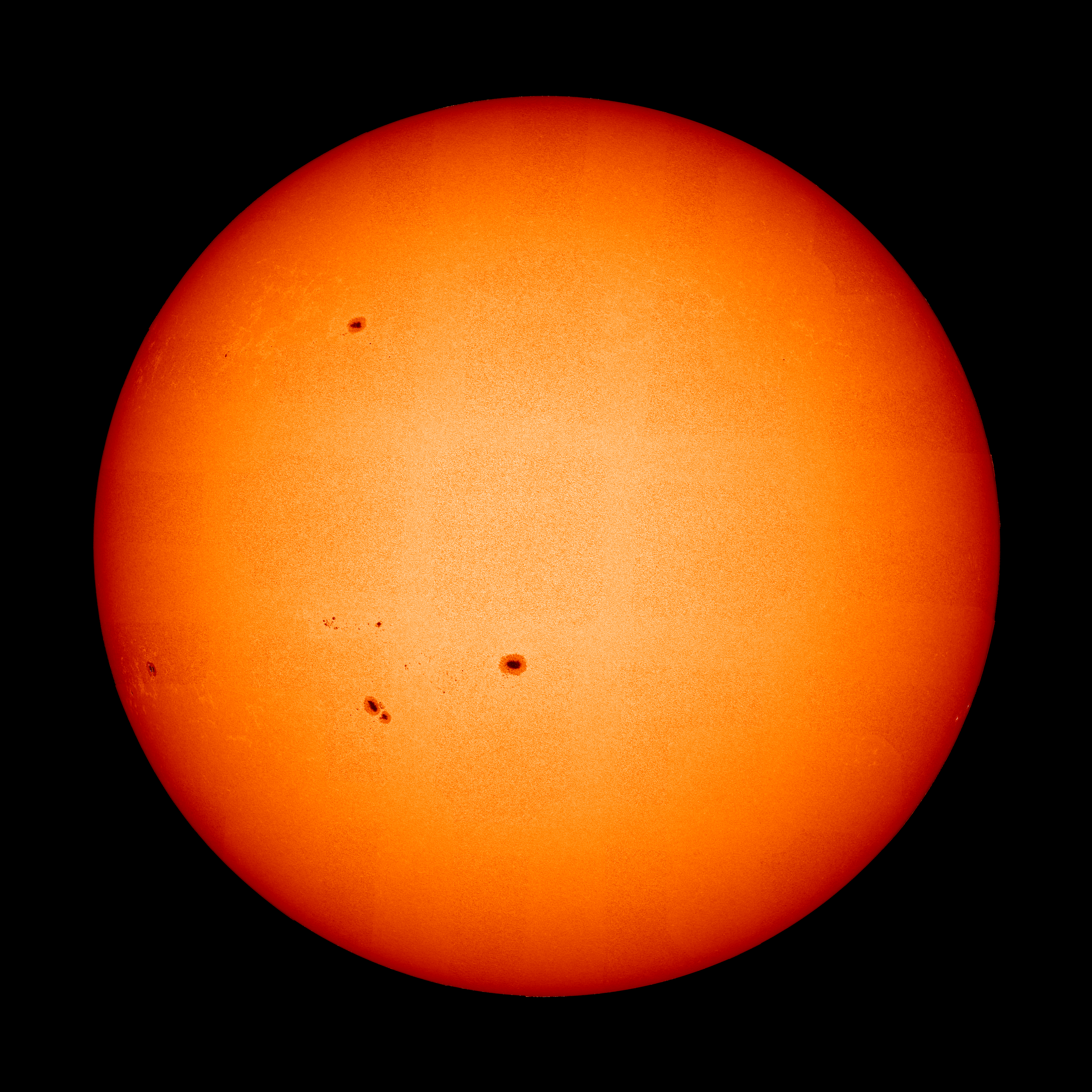
Aufnahme der Sonnenoberfläche im sichtbaren Licht mittels PHI
Das Magnetfeld der Sonne, erfasst durch PHI
Geschwindigkeitsverteilung in Sichtrichtung des PHI

- Extreme-Ultraviolett Imager (EUI)
EUI dient der Aufnahmen der Sonnenkorona im extrem kurzwelligen UV-Licht. Die Aufnahmen erfolgen im Sekundentakt, so dass das Instrument hoch dynamische Prozesse sichtbar machen kann. EUI besteht aus drei Spiegelteleskopen. Während eines davon, der Full Sun Imager, die gesamte Sonnenscheibe im Blick behält, sollen die beiden High Resolution Imager hochaufgelöste Aufnahmen einzelner Regionen bieten.[12]

Hochaufgelöste Abbildung der Sonnenoberfläche durch Kombination mehrerer Aufnahmen mittels High Resolution Imager bei einer Wellenlänge von 17,5 nm.
Überblendung von Aufnahmen des Full Sun Imager bei Wellenlängen von 17,4 nm (gelb) und 30,4 nm (rot)

- Coronagraph METIS
Metis ist ein Koronograph, der die Sonne und einen Teil der Sonnenkorona abdeckt. Er soll einen Blick auf die Übergangsregion zwischen der heißen Korona und der innersten Heliosphäre ermöglichen. Dies ist eine Region, die für die Zusammenhänge zwischen den atmosphärischen Phänomenen der Sonne und ihrer Entwicklung in der inneren Heliosphäre von entscheidender Bedeutung ist.

- Heliospheric Imager (SoloHI)
SoloHI soll die Störungen des sichtbaren Lichts durch die Elektronen des Sonnenwinds beobachten. Dadurch möchte man die Massebewegungen in der Korona ermitteln.
- Spectral Imaging of the Coronal Environment (SPICE)[13]
 SPICE ist ein Spektrograph, der die UV-Strahlung aus der Sonnenkorona in ihre verschiedenen Wellenlängen aufspaltet. Auf diese Weise soll das Instrument Informationen über die Temperaturen und Geschwindigkeiten des Sonnenplasmas in der Korona gewinnen. Zudem soll es möglich sein, die Häufigkeit einiger Elemente bestimmen.

### In-situ-Instrumente
Die In-situ-Instrumente untersuchen neutrale und ionisierte Partikel, Strahlung und Felder in unmittelbarer Umgebung der Raumsonde. Im Gegensatz zu den bildgebenden Instrumenten sind sie die meiste Zeit der Mission aktiv:
- Energetic Particle Detector (EPD)
 EPD untersucht suprathermale Ionen, Elektronen, neutrale Atome, sowie energiegeladene Teilchen im Bereich von wenigen keV bis zu relativistischen Elektronen und Ionen bis zu 100 MeV (Protonen) und 200 MeV/Nukleon (schwere Ionen). EPD besteht aus den Instrumenten Suprathermal Ion Spectrograph (SIS), Suprathermal Electrons, Ions and Neutrals Telescope (STEIN) und Electron and Proton Telescope-High Energy Telescope (EPT-HET).
- Solar Wind Plasma Analyser (SWA).
 SWA misst Zusammensetzung und Eigenschaften des Sonnenwinds.
- Magnetometer (MAG) 
Das Magnetometer misst das Magnetfeld in Stärke und Richtung.
- Radio and Plasma Waves (RPW) misst magnetische und elektrische Felder mit einer hohen zeitlichen Auflösung, um die Charakteristika der elektromagnetischen und elektrostatischen Wellen im Sonnenwind zu bestimmen.[14]

## Beteiligte Forschungseinrichtungen
Unter anderem verantwortlich für die Entwicklung sowie Bau der einzelnen Instrumente sind:
- Polarimetric and Helioseismic Imager (PHI): Max-Planck-Institut für Sonnensystemforschung (MPS), Kiepenheuer-Institut für Sonnenphysik (KIS)
- Extreme Ultraviolet Imager (EUI): Centre Spatial de Liège, Max-Planck-Institut für Sonnensystemforschung (MPS)
- Spectral Imaging of the Coronal Environment (SPICE): Rutherford Appleton Laboratory, Max-Planck-Institut für Sonnensystemforschung (MPS)
- METIS: University of Florence, Max-Planck-Institut für Sonnensystemforschung (MPS)
- Energetic Particle Detector (EPD): University of Alcala, Christian-Albrechts-Universität zu Kiel (CAU)
- Spectrometer/Telescope for Imaging X-rays (STIX): FHNW, Leibniz-Institut für Astrophysik Potsdam (AIP)[16]
- Solar Wind Plasma Analyser (SWA): Mullard Space Science Lab
- Magnetometer (MAG): Imperial College
- Radio and Plasma Waves (RPW): Observatoire de Paris
- Heliospheric Imager (SoloHI): NRL (USA)

## Missionsablauf

Die Bahn des Solar Orbiters um die Sonne

Der ursprünglich für Juli 2017 vorgesehene Starttermin wurde mehrfach verschoben. Im Oktober 2019 wurde die Sonde fertiggestellt; der Start erfolgte am 10. Februar 2020 (amerikanische Ortszeit am 9. Februar) mit einer amerikanischen Atlas-V-Rakete von der Cape Canaveral Air Force Station. Die Atlas V (411) hatte eine asymmetrische Konfiguration mit einem Booster.
Der Solar Orbiter wurde in eine hochelliptische Umlaufbahn um die Sonne gestartet. Mittels eines Erd- und acht Venus-Swing-bys soll er sich zunächst schrittweise der Sonne nähern und dann bis 2030 in eine immer stärker polwärts geneigte Bahn einschwenken. Zum Ende der Primärmission etwa sieben Jahre nach dem Start soll er eine um 24° und zum Ende der erweiterten Mission eine um 33° zur Ekliptik geneigte Bahn haben, in der er sich der Sonne bis auf unter 42 Millionen Kilometer nähert.
Die Sonde soll auf eine Bahn mit 168 Tagen Umlaufzeit absteigen und dank der Bahnneigung die Pole der Sonne aus einem Winkel von bis zu 33° beobachten können, gegenüber höchstens 7° bei Beobachtung von der Erde aus und 80° bei der Raumsonde Ulysses (1990–2009). Die sonnennächste Entfernung soll 60 R☉ (Sonnenradien) oder 0,28 AE betragen. Dies entspricht etwas unter 42 Millionen Kilometern.
Das erste Perihel war am 15. Juni 2020, dabei näherte sich die Sonde bis auf 77 Millionen km, das ist ungefähr die Hälfte der Entfernung der Erde von der Sonne. Die Instrumente der Sonde wurden dabei eingesetzt. Zu dieser Gelegenheit wurden die ersten Fotos veröffentlicht. Der erste Flyby an der Venus erfolgte am 27. Dezember 2020, die weiteren am 9. August 2021, am 4. September 2022 und am 18. Februar 2025.